# Gary Anandasangaree
Pour les articles homonymes, voir Anandasangaree.
Gary Anandasangaree, né le 14 octobre 1973 à Jaffna, au Sri Lanka, est un avocat et homme politique canadien d'origine tamoul-srilankaise.
Il est député de Scarborough—Rouge Park à la Chambre des communes sous les couleurs du Parti libéral du Canada depuis 2015.
Il est ministre des Relations Couronne-Autochtones de 2023 à 2025, ministre de la Justice et procureur général du 14 mars au 13 mai 2025 et depuis cette date, ministre de la Sécurité publique dans le gouvernement de Mark Carney.

## Biographie
Membre du Parti libéral du Canada, Gary Anandasangaree est élu dans la nouvelle circonscription de Scarborough—Rouge Park durant les élections fédérales de 2015. Il est réélu lors du scrutin de 2019. Fils de l'homme politique srilankais Veerasingham Anandasangaree, il est avocat de formation.
Le 3 décembre 2021, Anandasangaree est nommé secrétaire parlementaire du ministre de la Justice et procureur général du Canada.
Le 26 juillet 2023, Anandasangaree devient ministre des Relations Couronne-Autochtones lors d'un remaniement ministériel du gouvernement Trudeau. Il conserve cette fonction dans le gouvernement de Mark Carney, formé le 14 mars 2025, tout en étant parallèlement ministre de la Justice et procureur général du Canada.
Réélu lors des élections fédérales du 28 avril 2025, il occupe, après le remaniement ministériel du 13 mai suivant, le poste de ministre de la Sécurité publique.